# 小畠絹子
小畠 絹子（おばた きぬこ、1931年8月16日 - 2022年1月31日）は、日本の女優。本名は大久保禮子 （禮は示ではなくネ）。東京府（現東京都）出身。

## 来歴・人物
元華族の大久保子爵家の次男である父・準と、母・秋子のもとに、四人姉妹の次女として東京市赤坂区青山南町に生まれる。
本名は大久保禮子(おおくぼ のりこ)。
母方の従兄に新劇運動を興した土方与志がいる。
高井戸国民学校を卒業し、1949年に成安女子学院（現・京都産業大学附属中学校・高等学校）を卒業。親類が経営する鏑木汽船に入社。勤務中にスカウトされ、1957年に木崎伸子の芸名で中川順夫監督の教育映画、『えんぴつ泥棒』、『愛の星座』に教師役で出演。新東宝が『愛の星座』を配給したことが縁となり、同年9月に新東宝に入社。
芸名を 小畑絹子と改め1958年に『女の防波堤』に主演。以後、新東宝随一の美女として活躍した。
新東宝倒産後はフリーとなり、後輩の池内淳子に次ぐ昼メロ・スターとしてテレビドラマで人気を博し、1963年に松竹と優先本数契約を結んだ。1967年からは再びフリーとなり、多くのテレビドラマに出演したほか、雑誌の和装モデルとしても活躍した。
芸名は木崎伸子 → 小畑絹子 → 小畠絹子 → 小畠きぬ子 → 小畠キヌ子 → 小畠絹子と改名した。
2022年1月31日老衰のため死去。90歳没。

## 出演

### 映画
- 女の防波堤（1958年、新東宝）
- 童貞社員とよろめき夫人（1958年、新東宝）
- 世界の母（1958年、新東宝）
- 勝利者の復讐（1958年、新東宝）
- 太陽娘と社長族（1958年、新東宝）
- 新日本珍道中 西日本の巻（1958年、新東宝）
- 薔薇と女拳銃王（1958年、新東宝）
- 母恋鳥（1958年、新東宝）
- 毒蛇のお蘭（1958年、新東宝）
- 警察官出世パトロール（1958年、新東宝）
- 天狗四天王の逆襲（1958年、新東宝）
- 戦場のなでしこ（1959年、新東宝）
- 南部騒動（1959年、新東宝）
- 無警察（1959年、新東宝）
- 影法師捕物帖（1959年、新東宝）
- 日本ロマンス旅行（1959年、新東宝）
- 復讐秘文字峠（1959年、新東宝）
- 雷電（1959年、新東宝）
- 続 雷電（1959年、新東宝）
- 水戸黄門とあばれ姫（1959年、新東宝）
- 0線の女狼群（1960年、新東宝）
- 生首奉行と鬼大名（1960年、新東宝）
- 黒い乳房（1960年、新東宝）
- 女獣（1960年、新東宝）
- 蛇精の淫（1960年、新東宝）
- 東海道非常線警戒（1960年、新東宝）
- 東京湾の突風野郎（1961年、新東宝）
- 湯の街姉妹（1961年、新東宝）
- 風雲新撰組（1961年、新東宝）
- 旗本退屈男 謎の珊瑚屋敷（1962年、東映）
- 100万人の娘たち（1963年、松竹）
- 落第生とお嬢さん（1964年、松竹）
- 駆逐艦雪風（1964年、松竹）
- ケチまるだし（1964年、松竹）
- こちら婦人科（1964年、松竹）
- 母の歳月（1965年、松竹）
- 殴り込み侍（1965年、松竹）
- お座敷小唄（1965年、松竹）
- 空いっぱいの涙（1966年、松竹）
- 侠客道（1967年、東映）
- 出世子守唄（1967年、東映）
- 銭形平次（1967年、東映）
- 智恵子抄（1967年、松竹） ※第40回アカデミー賞外国語映画賞本選ノミネート作品
- やくざ番外地（1969年、日活）
- 現代女胴師（1970年、東映）
- 暴力教室（1976年、東映）
- 博多っ子純情（1978年、松竹）
- 英霊たちの応援歌 最後の早慶戦（1979年、東宝）
- トラック野郎・故郷特急便（1979年、東映）
- 二百三高地（1980年、東映）
- 狂った果実（1981年、にっかつ）
- 近頃なぜかチャールストン（1981年、ATG）

ほか

### テレビドラマ
- 立入禁止（1961年、CX）
- こがね虫（1961年、NHK）
- 半七捕物帳 第1話・第15話（1961年、NTV）
- 義士江戸日記（1961年、NTV）
- ドキュメンタリードラマ / 指名手配 第104・105話「運命のあずき買い（前・後編）」（1962年、NET）
- 悔いなき煩悩 （1962年、NET）
- 朝の連続テレビ小説 / あしたの風（1962年、NHK）
- 美しき嘘 （1963年、NTV）
- 日産スター劇場（NTV / YTV）
  - 大阪のお婆ちゃん（1964年）
  - 続・大阪のお婆ちゃん（1964年）
  - 続々・大阪のお婆ちゃん（1964年）
  - 幕末笑談　文明爆裂弾（1964年）
  - ウェディングドレスは待っている（1965年）
  - 親父と三人の娘たち（1965年）
- 黒い乳房（1964年、NTV）
- 可愛い悪女たち（1964年、YTV）
- 新春ワイド劇場 / 群舞（1965年）
- 大物養成計画（1965年、NTV）
- 命なりけり（1965年、NTV）
- おれの番だ! 夜明けだよ おっ母さん（1965年、TBS）
- 三匹の侍（CX）
  - 第4シリーズ 第1話「吠えろ剣」（1966年） - お芳
  - 第6シリーズ 第11話「あゝ武士道」（1968年） - 君枝
- 挽歌（1966年、TBS）
- 船場（1967年、KTV）
- 有料道路（1967年、NTV）
- マキちゃん日記  (1969年)  - おたん
- 銭形平次（CX）
  - 第56話「母娘流し」（1967年） - お夏
  - 第225話「海鳴りの宿」（1970年） - お雪
  - 第291話「蒲鉾の板」（1971年） - お仙
  - 第887話「母の涙のおわら節」（1984年）
- 風 第30話「頼まれた略奪」（1968年、TBS）
- 大奥 第32話「刃傷お鈴廊下」〜第34話「仇討ち神田祭」（1968年、KTV） - お知保の方
- 素浪人 花山大吉（NET）
  - 第23話「子ゆえに母は強かった」（1969年） - おはま
  - 第102話「覗いちゃいけないことだった」（1970年） - おとせ
- 恋人はLサイズ（1970年、CX）
- おれは男だ! 第13話「受験戦線異常あり!」（1971年、NTV）
- 太陽の恋人（1971年、NET）
- 絵島生島（1971年、12Ch）- 左京の方
- 世なおし奉行 第21話「油地獄の娘」（1972年、NET） - お勢
- 大いなる旅路（1972、NTV）
- 私は許さない（1973年、THK）
- 愛ぬすびと（1974年、THK）
- 非情のライセンス（NET）
  - 第2シリーズ 第6話「兇悪の母」（1974年） - 村田文江
  - 第2シリーズ 第122話「母恋し」（1977年） - マリー
- 家なき子（1974年、TBS） - 石和ひで
- 鬼平犯科帳（1975年、NET） - 久栄
- ふりむくな鶴吉 第24話「貞女気質」（1975年、NHK）
- 江戸の旋風 （1975年、CX）
- 新幹線公安官（ANB）
  - 第1シリーズ 第5話「死の逃避行」（1977年） - 倉田里子
  - 第2シリーズ 第22話「華やかな斜面」（1978年） - 岡部不二子
- いつか見た青空（1977年、THK）
- 大空港 第23話（1978年、CX） - 薄井たえこ
- 土曜ワイド劇場
  - 魚たちと眠れ（1978年、ANB）
  - 上流社会花嫁スキャンダル殺人事件（1990年、ANB）
  - 京都殺人案内(21) みちのく母恋吹雪（1995年、ABC） - いさ
  - 銀河鉄道に乗る逃亡者（1996年、ABC） - 高田満江
  - 桜吹雪美人スリ三姉妹がいく（1997年、ABC）
  - 新・赤かぶ検事奮戦記(4)（1997年、ABC） - 梅原加代
  - ダイエット三姉妹の旅情事件簿(2)（1998年、ANB） - 宮本菊代
  - ぽっかや殺人事件カルテ（2001年、ABC） - 石川房子
  - 京都マル秘仕事人(1)（2001年、ABC） - 妙心尼
- 水戸黄門 （TBS / C.A.L）
  - 第12部 第27話「瞼の母娘にめぐる春 -江戸・水戸-」（1982年3月1日） - お鶴
  - 第15部
    - 第24話「女掏摸弁天お京 -宮津-」（1985年7月8日） - お里
    - 第37話「悪乗り八兵衛若旦那 -熊谷-」（1985年10月7日） - 本家宝屋お米

  - 第16部 第20話「九谷焼に賭けた兄弟愛 -大聖寺-」（1986年9月8日） - おちか
  - 第19部 第18話「盗まれた御印篭 -大聖寺-」（1990年1月29日） - おとせ
- 大岡越前（TBS / C.A.L）
  - 第6部 第8話「過去に泣いた母ふたり」（1982年4月26日） - お辻
  - 第8部 第15話「厩火事殺人事件」（1984年10月29日） - お静
  - 第9部 第6話「探した我が子は女掏摸」（1985年12月2日） - お梶
  - 第10部 第24話「強請られた娘の秘密」（1988年8月15日） - お米
- 必殺仕事人III 第31話「全財産をなくしたのは加代」（1983年、ABC） - みね
- 火曜サスペンス劇場（NTV）
  - 夕陽よ止まれ（1983年）
  - 家族の選択（1983年）
  - 回遊海路〜北九州病院長バラバラ殺人事件〜（1984年）
  - 逆光の中の女（1985年）
  - 女弁護士・高林鮎子(1)（1986年）
- 木曜ゴールデンドラマ（YTV）
  - ガラスの階段（1983年）
  - 母性犯罪・その夜、通り魔が現われた（1983年）
  - 愛と殺意の十字路（1983年）
  - 嫁・姑・姑（1985年）
- 太陽にほえろ! 第566話「あいつが…」（1983年、NTV） - 谷佐和
- 長七郎江戸日記 第4話「風流編笠節」（1983年、NTV）
- 特捜最前線 第413話「眠れよ父、季節はずれの雛人形!」（1985年、ANB）
- 暴れん坊将軍II 第177話「母哀し、裏切りの二重奏!」（1986年、ANB / 東映） - おりく
- 夏樹静子サスペンス / 逃亡者（1986年、KTV）
- 山村美紗サスペンス / 偽装の回路（1986年、KTV）
- さすらい刑事旅情編II 第6話「特急ひたち・送られてきた婚約指輪」（1989年、ANB）
- 春日八郎物語（1993年、TX）
- 積木くずし 崩壊、そして…（1994年、TX）
- 月曜ドラマスペシャル / 和服デザイナー探偵・奥飛騨平家伝説殺人事件（1997年、TBS） - 妙信尼
- 鬼平犯科帳 第7シリーズ 第5話「礼金二百両」（1997年、CX） - 横田芳乃

ほか